# Wojciech Bychawski (koszykarz)
Wojciech Marek Bychawski (ur. 16 lipca 1976) – polski koszykarz, występujący na pozycjach silnego skrzydłowego lub środkowego, następnie trener koszykówki, od 2023 trener Krajowej Grupy Spożywczej Arki Gdynia.
11 czerwca 2023 został trenerem Krajowej Grupy Spożywczej Arki Gdynia.

## Osiągnięcia

### Zawodnicze
- Awans do I ligi (2016)

### Trenerskie

#### Drużynowe
- Awans do I ligi (2016, 2018, 2021)
- Mistrzostwo Polski U–20 (2019)[1][2]
- Udział w mistrzostwach świata U–17 (2022 – 8. miejsce)[3]

#### Indywidualne
- Trener roku grupy C II ligi polskiej (2016, 2018, 2021)[4][5][6]